# Potenza Picena
Potenza Picena é uma comuna italiana da região dos Marche, província de Macerata, com cerca de 15.878 habitantes (31/12/2019). Estende-se por uma área de 47 km², tendo uma densidade populacional de 308 hab/km². Faz fronteira com Civitanova Marche, Montecosaro, Montelupone, Porto Recanati, Recanati.

## Demografia
| Variação demográfica do município entre 1861 e 2011                               |
|                                                                                   |
| Fonte: Istituto Nazionale di Statistica (ISTAT) - Elaboração gráfica da Wikipedia |